# La belle histoire
La belle histoire è un film del 1992 diretto da Claude Lelouch.

## Trama
Film che pone una decisa enfasi sulle immagini e sulla musica, narra le vicende di due personaggi che si incontrano nel tempo presente, lo zingaro maschio Gesù e la ladra e truffatrice Odona, e che hanno condiviso esperienze parallele di vita oltre 2000 anni fa.